# Love's Not a Competition (But I'm Winning)
Love's Not a Competition (But I'm Winning) è un brano della band inglese Kaiser Chiefs, pubblicato in vinile il 12 novembre 2007 come quarto singolo estratto dall'album Yours Truly, Angry Mob.
Il singolo contiene, oltre al brano principale, anche una cover del brano Everything Is Average Nowadays realizzata dai Little Ones, inserita come lato b.

## Video
Il videoclip del brano, diretto da Jim Canty, è stato girato nel settembre 2007 al ambientato al Columbus Circle di New York.

## Cover
Il 1º febbraio 2008 i Paramore hanno eseguito una cover del brano nel corso della trasmissione Live Lounge, in onda su BBC Radio 1.

## Tracce
1. Kaiser Chiefs - "Love's Not a Competition (But I'm Winning)" - 3:17
2. The Little Ones - "Everything is Average Nowadays"